# Marielle Kerber
Marielle Kerber, född 1964, är en svensk designer och modeskapare. 1999 tilldelades hon designpriset Guldknappen av tidskriften Damernas värld.
Guldknappenjuryns motivering detta år lydde: Kvalitet, femininitet och utsökt skrädderi präglar hennes design. Marielle Kerber får årets Guldknapp för att hon lyckas förmedla och behålla sitt gedigna hantverkskunnande även för kläder tillverkade i större skala.